# Martha Moxley

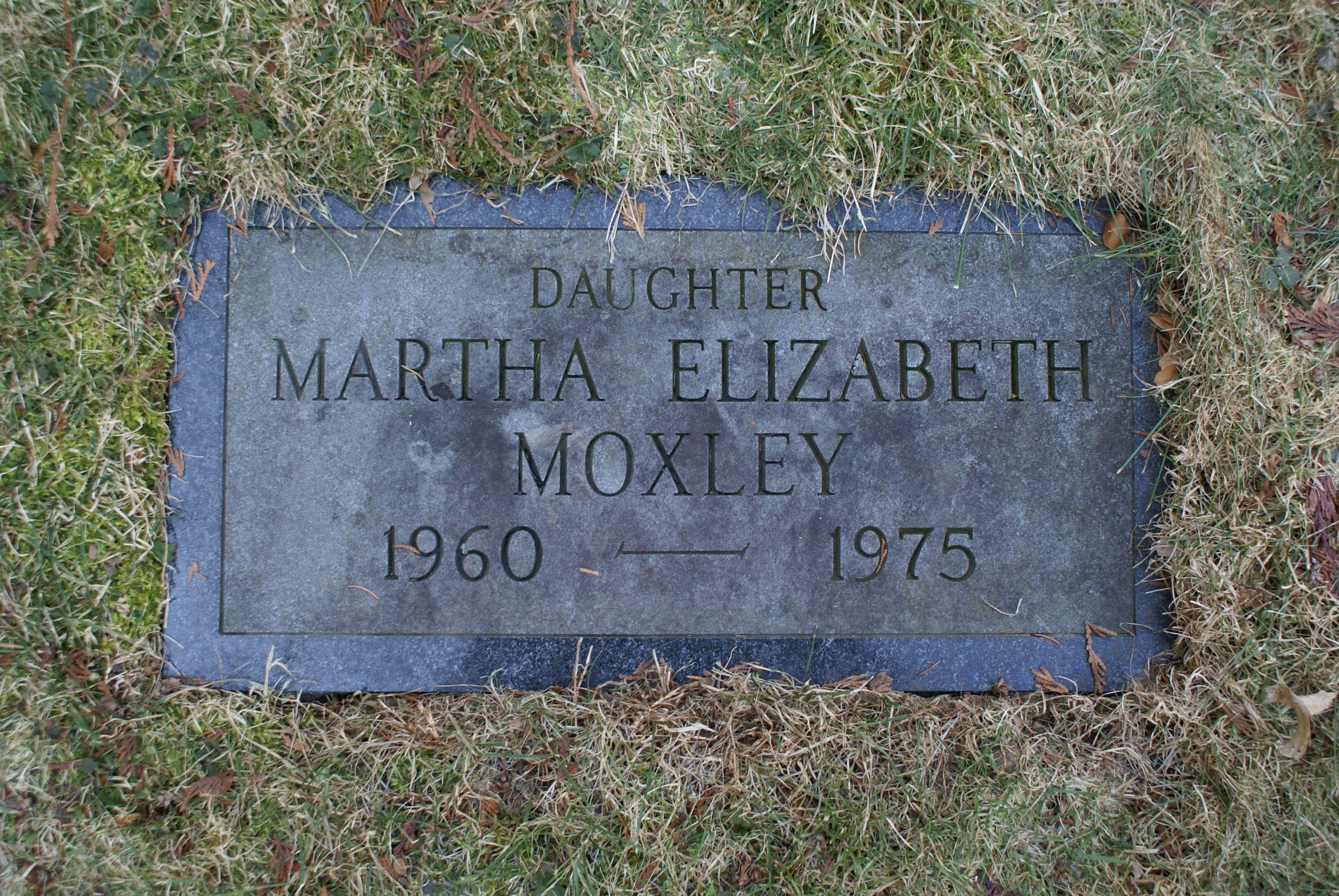
Lápide de Martha

Martha Elizabeth Moxley (San Francisco, Califórnia, 16 de agosto de 1960 - 30 de outubro de 1975) foi uma adolescente estadunidense de 15 anos que acabou sendo assassinada na noite de 30 de outubro de 1975. O caso se tornou notório em nível internacional por envolver suspeitos relacionados à família Kennedy. Martha nasceu em São Francisco, na Califórnia. A família estabeleceu-se no estado de Connecticut, onde o circulo de amigos de Martha incluía Thomas e Michael Skakel, sobrinhos de Ethel Kennedy.

## Ligações Externas
- Martha Moxley. no IMDb.
- Martha Moxley (em inglês) no Find a Grave [fonte confiável?]
- Webseite für Moxley